# Herrarnas svikthopp i simhopp vid olympiska sommarspelen 1972
Herrarnas svikthopp i de olympiska simhoppstävlingarna vid de olympiska sommarspelen 1972 hölls den 29-30 augusti i Olympia Schwimmhalle.

## Medaljörer
| Event             | Guld                         | Silver                   | Brons             |
| 3 meter svikthopp | Vladimir Vasin Sovjetunionen | Giorgio Cagnotto Italien | Craig Lincoln USA |

## Resultat
| Placering | Hoppare                   | Kval   | Kval      | Final            | Final            | Final            |
| Placering | Hoppare                   | Poäng  | Placering | Poäng            | Placering        | Totalt           |
| --------- | ------------------------- | ------ | --------- | ---------------- | ---------------- | ---------------- |
| 1         | Vladimir Vasin (URS)      | 387,72 | 3         | 206,37           | 1                | 594,09           |
| 2         | Franco Cagnotto (ITA)     | 400,95 | 1         | 190,68           | 2                | 591,63           |
| 3         | Craig Lincoln (USA)       | 386,79 | 4         | 190,50           | 3                | 577,29           |
| 4         | Klaus Dibiasi (ITA)       | 380,16 | 6         | 178,89           | 4                | 559,05           |
| 5         | Michael Finneran (USA)    | 378,84 | 7         | 178,50           | 5                | 557,34           |
| 6         | Vjatjeslav Strachov (URS) | 392,10 | 2         | 164,10           | 10               | 556,20           |
| 7         | Falk Hoffmann (GDR)       | 384,45 | 5         | 160,50           | 11               | 544,95           |
| 8         | Norbert Huda (FRG)        | 355,29 | 9         | 168,87           | 8                | 524,16           |
| 9         | Carlos Girón (MEX)        | 345,21 | 11        | 176,67           | 6                | 521,88           |
| 10        | Roar Løken (NOR)          | 344,55 | 12        | 170,37           | 7                | 514,92           |
| 11        | José Robinson (MEX)       | 348,48 | 10        | 165,54           | 9                | 514,02           |
| 12        | Helge Ziethen (GDR)       | 364,02 | 8         | 147,00           | 12               | 511,02           |
| 13        | Donald Wagstaff (AUS)     | 344,13 | 13        | Gick inte vidare | Gick inte vidare | Gick inte vidare |
| 14        | Scott Cranham (CAN)       | 339,21 | 14        | Gick inte vidare | Gick inte vidare | Gick inte vidare |
| 15        | Pentti Koskinen (FIN)     | 336,99 | 15        | Gick inte vidare | Gick inte vidare | Gick inte vidare |
| 16        | Kenneth Sully (CAN)       | 336,12 | 16        | Gick inte vidare | Gick inte vidare | Gick inte vidare |
| 17        | Christopher Walls (GBR)   | 332,07 | 17        | Gick inte vidare | Gick inte vidare | Gick inte vidare |
| 18        | Vladimir Kapjrulin (URS)  | 329,46 | 18        | Gick inte vidare | Gick inte vidare | Gick inte vidare |
| 19        | Gerhard Hölzl (FRG)       | 327,42 | 19        | Gick inte vidare | Gick inte vidare | Gick inte vidare |
| 20        | David Bush (USA)          | 327,06 | 20        | Gick inte vidare | Gick inte vidare | Gick inte vidare |
| 21        | Ion Ganea (ROU)           | 325,17 | 21        | Gick inte vidare | Gick inte vidare | Gick inte vidare |
| 22        | Alain Goosen (FRA)        | 322,41 | 22        | Gick inte vidare | Gick inte vidare | Gick inte vidare |
| 23        | John Baker (GBR)          | 321,15 | 23        | Gick inte vidare | Gick inte vidare | Gick inte vidare |
| 24        | Junji Yuasa (JPN)         | 316,95 | 24        | Gick inte vidare | Gick inte vidare | Gick inte vidare |
| 25        | Ron Friesen (CAN)         | 313,11 | 25        | Gick inte vidare | Gick inte vidare | Gick inte vidare |
| 26        | Salim Barjum (COL)        | 310,86 | 26        | Gick inte vidare | Gick inte vidare | Gick inte vidare |
| 27        | Porfirio Becerril (MEX)   | 310,65 | 27        | Gick inte vidare | Gick inte vidare | Gick inte vidare |
| 28        | Brian Wetheridge (GBR)    | 310,53 | 28        | Gick inte vidare | Gick inte vidare | Gick inte vidare |
| 29        | Kenneth Grove (AUS)       | 302,91 | 29        | Gick inte vidare | Gick inte vidare | Gick inte vidare |
| 30        | Reinhard von Bauer (FRG)  | 299,79 | 30        | Gick inte vidare | Gick inte vidare | Gick inte vidare |
| 31        | Rudolf Kruspel (AUT)      | 293,58 | 31        | Gick inte vidare | Gick inte vidare | Gick inte vidare |
| 32        | Josef Kien (AUT)          | 285,30 | 32        | Gick inte vidare | Gick inte vidare | Gick inte vidare |